# Songzhu
Songzhu (kinesiska: 松竹) är en köping i sydöstra Kina. Den ligger i Leizhou i staden Zhanjiang i provinsen Guangdong, omkring 420 kilometer sydväst om provinshuvudstaden Guangzhou. Antalet invånare är 58 368. Befolkningen består av 28 591 kvinnor och 29 777 män. Barn under 15 år utgör 30 %, vuxna 15-64 år 61 %, och äldre över 65 år 7,0 %.